# Форотік
Форотік (рум. Forotic) — село у повіті Караш-Северін в Румунії. Входить до складу комуни Форотік.
Село розташоване на відстані 366 км на захід від Бухареста, 24 км на захід від Решиці, 65 км на південний схід від Тімішоари.

## Населення
За даними перепису населення 2002 року у селі проживали 611 осіб.
Національний склад населення села:
| Національність | Кількість осіб | Відсоток |
| -------------- | -------------- | -------- |
| румуни         | 542            | 88,7%    |
| цигани         | 57             | 9,3%     |
| німці          | 9              | 1,5%     |

Рідною мовою назвали:
| Мова      | Кількість осіб | Відсоток |
| --------- | -------------- | -------- |
| румунська | 550            | 90,0%    |
| циганська | 57             | 9,3%     |